# Кони и конюхи

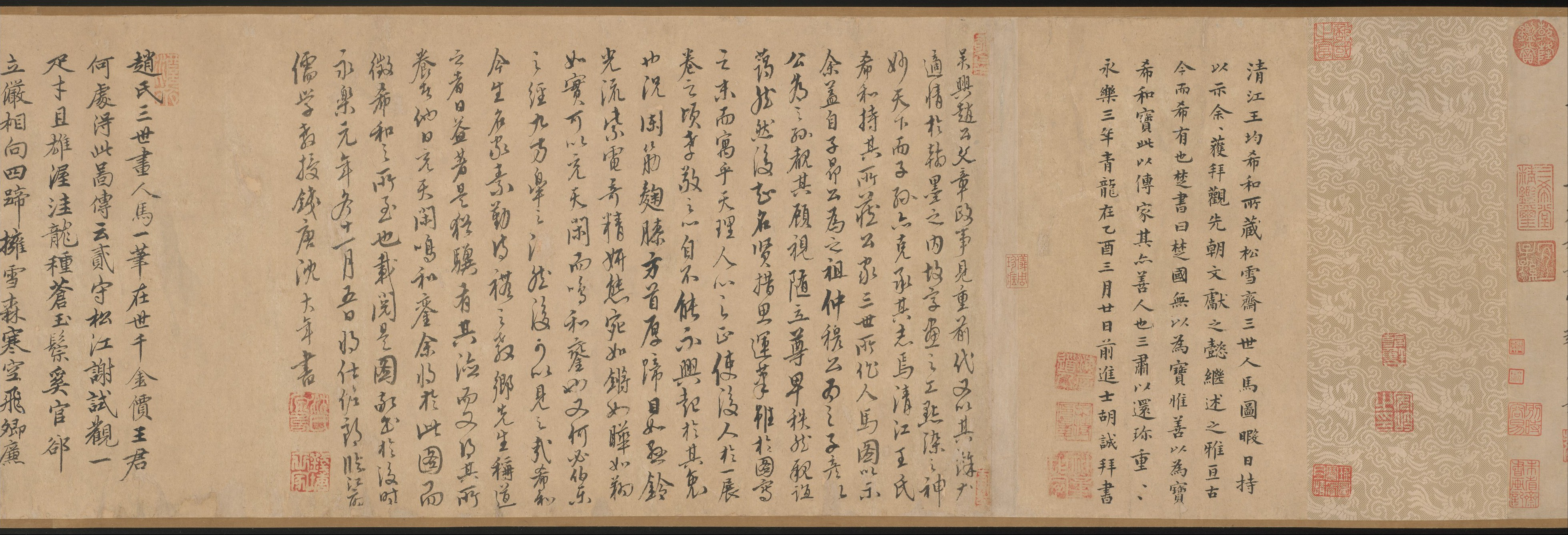
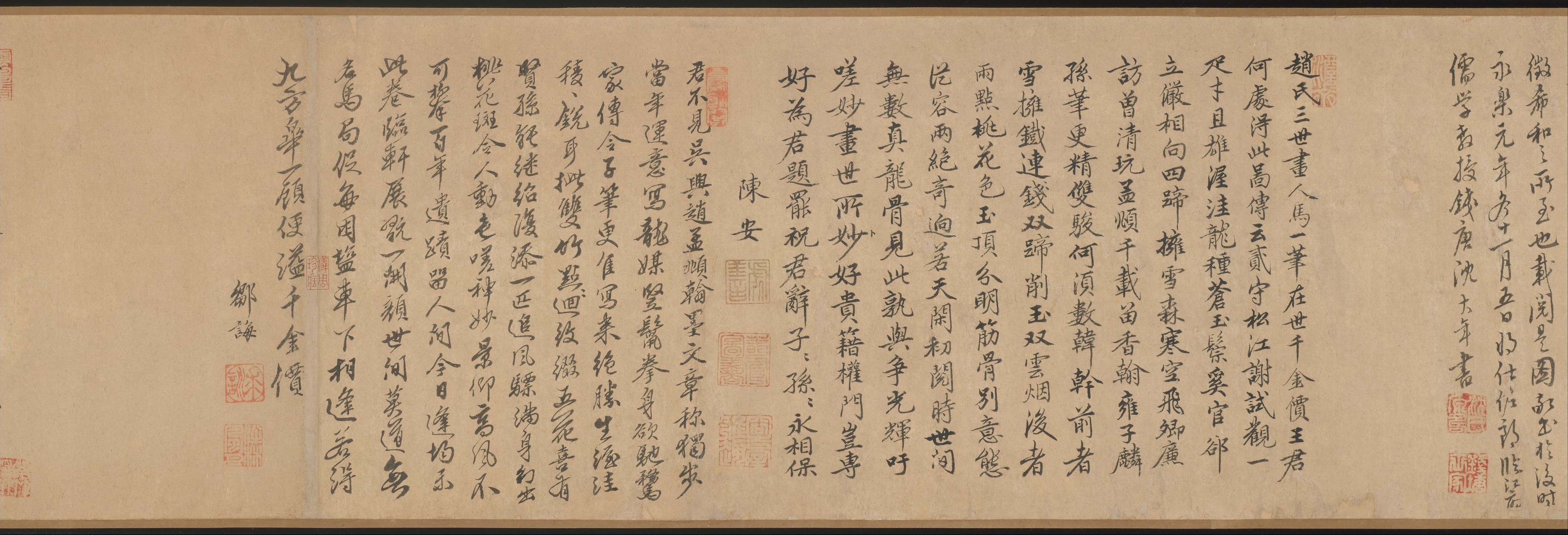
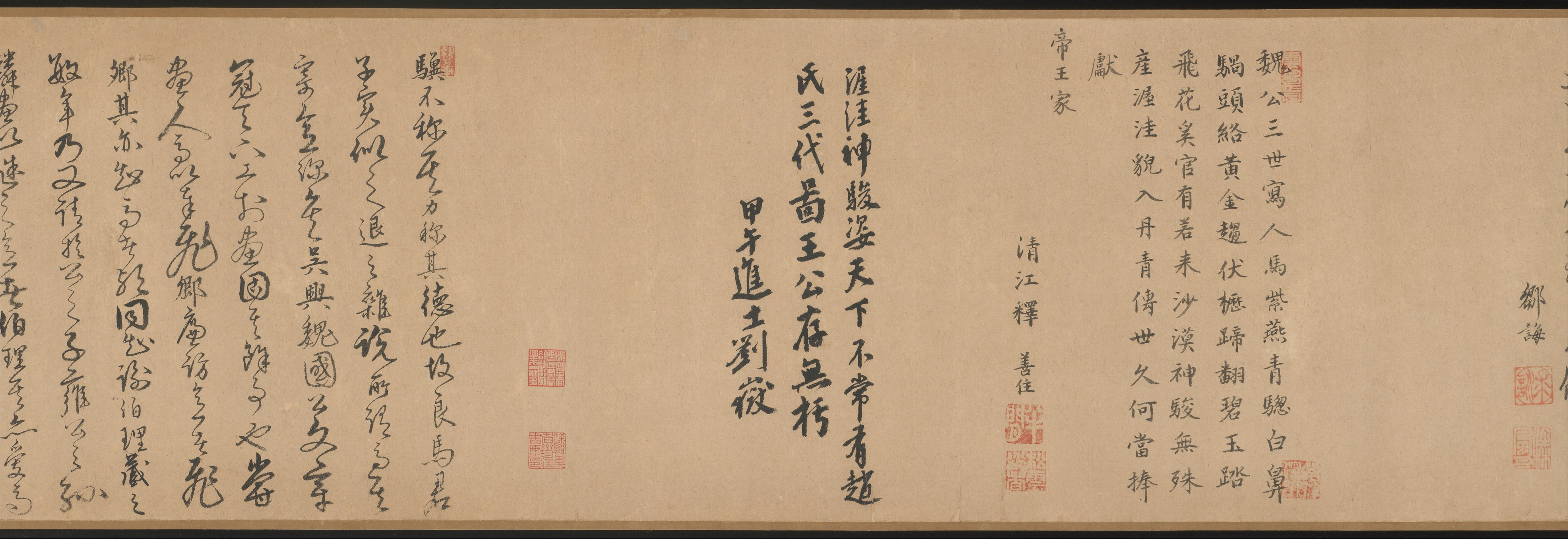
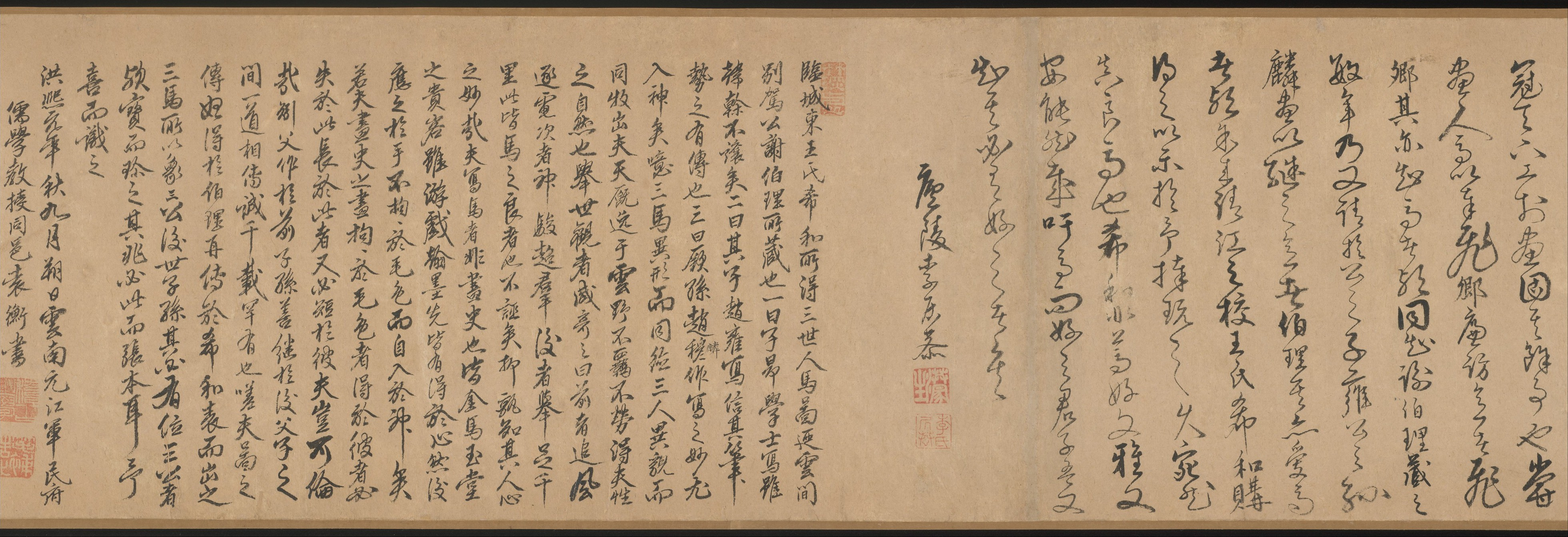

«Кони и конюхи» (кит. трад. 元 趙孟頫 趙雍 趙麟 吳興趙氏三世人馬圖 卷) — рукописный свиток, создававшийся с 1296 по 1359 год, начатый китайским художником Чжао Мэнфу и продолженный его сыном Чжао Юном и внуком Чжао Линем. На свитке изображены несколько конюхов в паре с лошадью, большая часть заполнена каллиграфией. В настоящее время произведение находится в собрании Метрополитен-музея, куда рисунок был передан в 1988 году.
Чжао Мэнфу создал для этого монументального свитка одно изображение конюха с его конём, остальные части свитка завершили его потомки — сын Чжао Юн и внук Чжао Линь. В древнем Китае лошадь, один из знаков китайского гороскопа, была символом власти, благополучия и чести, отличительным качеством этого животного считается трудолюбие. В начале правления династии Юань, тематика лошади в искусстве была связана с образом легендарного Сунь Яна, известного как Бо Ле, чья способность распознавать физиогномику лошадей стала метафорой сложного и тщательного выбора кандидатов на должности правительственных чиновников. Источником вдохновения для художника стал свиток «Пять коней» авторства Ли Гунлиня. Также, Чжао был поклонником творчества мастера VIII века Хань Ганя; сам художник писал: «С детских лет я люблю рисовать лошадей. Недавно мне довелось увидеть три подлинных свитка кисти Хань Ганя. И теперь я начинаю кое-что понимать в его идеях». Согласно надписи на фрагменте авторства Чжао Мэнфу, этот рисунок делался для чиновника «комиссара-наблюдателя» Фэйцина, который, возможно, был вербовщиком правительства. Рисунок был создан в начале 1296 года, вскоре после того, как Чжао покинул гражданскую службу. Существует предположение, что изображение конюха (как и на рисунке «Чиновник верхом на коне») могло быть автопортретом.
Искусствоведы отмечают простоту рисунка и геометричность изображения коня и конюха авторства Чжао. Геометрия композиции соблюдается и на других рисунках свитка, выполненных потомками художника. Каждая пара лошади и конюха образует форму дуги, обрамленную каллиграфическими надписями. Свиток в целом может читаться как метафора эффективного работающего правительства, использующего свои таланты для управления людьми в стране.
Свиток экспонировался во время нескольких выставок Метрополитен-музея, в 1965 и 2014 его перевозили в Лондон для выставок в Музее Виктории и Альберта.

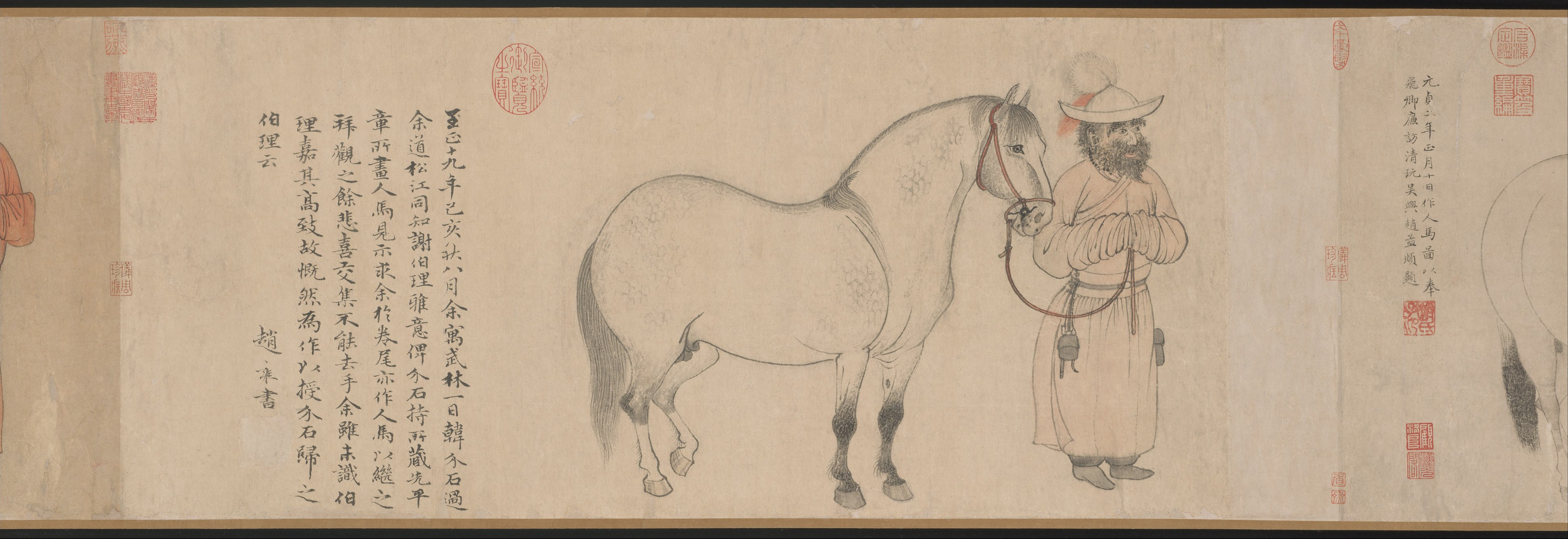
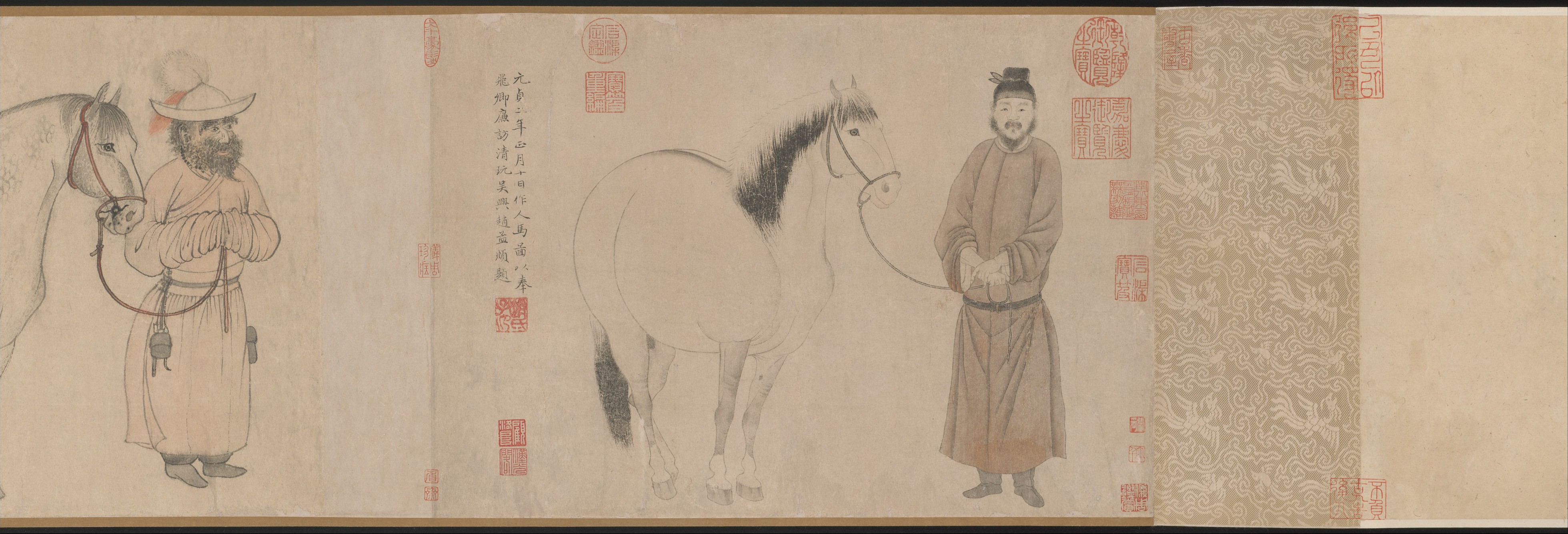
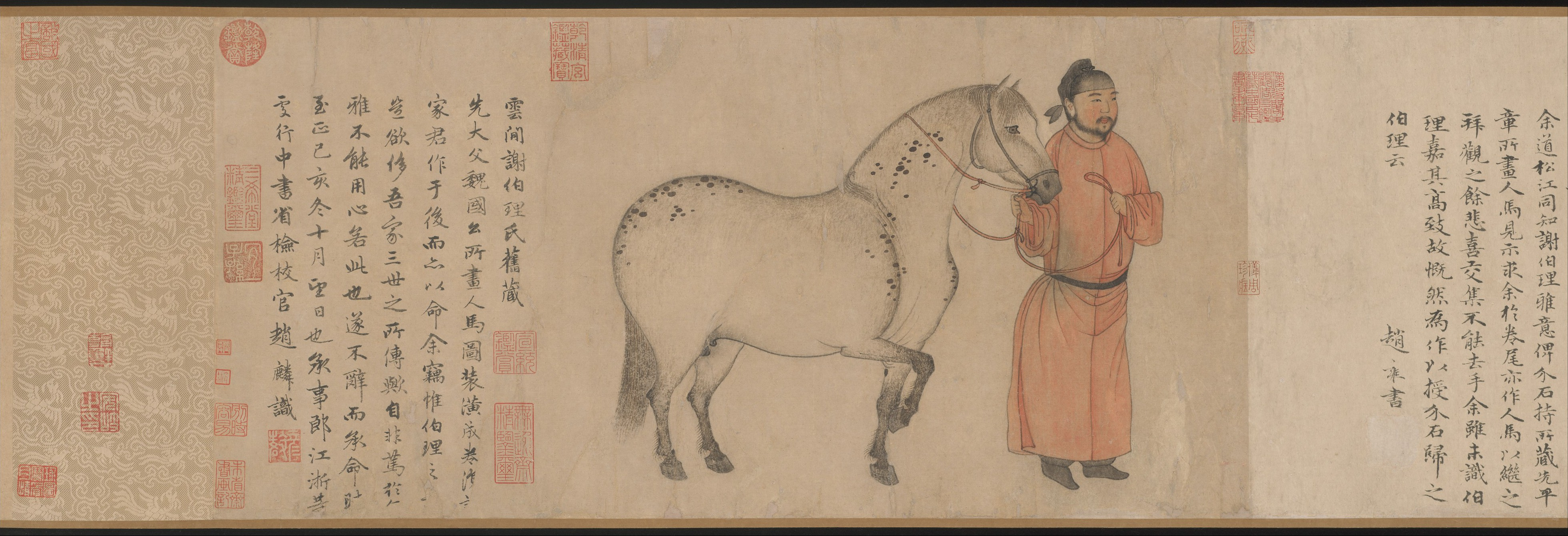